# 惡魔獵人2
《惡魔獵人2》（大陆行货版官方译作恶魔猎人2），是日本卡普空在PlayStation 2推出的第二款「惡魔獵人系列」作品，在2003年1月25日正式發售。

## 系統
惡魔之心系統
《惡魔獵人2》中獨特的惡魔之心系統，是把「魔石」裝備在但丁的「魔化徽章（AMULET）」上，讓魔人的能力產生變化的系統。當但丁變身為魔人時所能使用的 特殊能力會依裝備的魔石而改變。魔石有隱藏「屬性攻擊系」、「移動系」等各式各樣的特殊能力，只要裝備魔石之後進行「惡魔觸發」，就能夠獲得新的惡魔之 力。靈活驅使「惡魔之心系統」來狩獵惡魔。
角色選擇
《惡魔獵人2》中玩家可以自由選擇但丁或路西亞來進行遊戲，兩名主角的動作特性完全不一樣，擅長的地形當然也不相同。

## 情節

### 故事
《惡魔獵人2》的故事是由但丁或路西亞兩人所交織出來的。經營著“Devil May Cry ”事務所的惡魔獵人但丁在博物館協助一名神秘女子路西亞消滅了忽然出現的惡魔，之後接到女子委託前來到“聖與魔的交融島嶼”杜瑪利島上，從路西亞的母親馬蒂爾得知了野心家亞歷烏斯為了復活邪神的消息，同時也得知了自己父親斯巴達曾經封印邪神的事蹟。為了阻止邪神的複活，但丁與路西亞一同來到了亞歷烏斯的總部。在此，路西亞卻得知自己是由亞歷烏斯用魔力創造的魔人的事情。在但丁擊敗了亞歷烏斯並阻止了儀式後，路西亞要求但丁殺了自己，因為自己是一個魔人。 但丁告訴路西亞：“惡魔從不哭泣。”擦去了路西亞的眼淚。這時，魔界的大門再次在島嶼上方開啟，但丁獨自一人，繼承父親斯巴達的意志，進入了魔界。在魔界中，但丁封印了因為儀式中斷而並沒有完全覺醒的邪神ARGOSAX。而在島上，路西亞也不再為自己的身世而困擾，打敗了已成為邪神ARGOSAX媒介體的亞歷烏斯。最後，在惡魔獵人事務所內，路西亞獨自拿著但丁留下的硬幣，等待著但丁的歸來。這時，事務所門外，傳來了一陣熟悉的摩托車聲。

### 登場角色
但丁（Dante）
但丁繼續擔任續作《惡魔獵人2》的主角，具有半人半魔的身分。
路西亞（Lucia）
路西亞是《惡魔獵人2》的女主角，名字源自神曲中。路西亞是亞歷烏斯製造的惡魔，後期才知道自己的真實身分，現在是「守護之手」之繼承人。
亞歷烏斯（Arius）
亞歷烏斯表面為國際企業之總裁，對於宗教及古代魔術文化有深入的研究。為了得到邪神的力量而進行召換的儀式，但最後被但丁阻止。
馬蒂爾（Matier）
路西亞名義上的母親。曾經與斯巴達共同作戰過，有著「守護之手」的稱號。

## 歷史
由於前作《惡魔獵人》取得空前的成功，故卡普空隨即宣佈開發續作。但卡普空與其第四開發部的神谷英樹意見不合，於是《惡魔獵人2》便交由卡普空第一開發部負責，由伊津野英昭擔當遊戲監督，田中剛擔任遊戲製作人。也因為風格與之前的一代相差太大，所以人氣下滑許多。

## 外部連結
- （日語）《惡魔獵人2》官方網站